# Zonaira puncticollis
Zonaira puncticollis är en skalbaggsart som först beskrevs av Leconte 1878.  Zonaira puncticollis ingår i släktet Zonaira och familjen kortvingar. Inga underarter finns listade i Catalogue of Life.